# 2762 Фаулер
2762 Фаулер (енгл. 2762 Fowler) је астероид главног астероидног појаса са средњом удаљеношћу од Сунца која износи 2,330 астрономских јединица (АЈ).
Апсолутна магнитуда астероида је 13,2.